# Magyar országos rekordok listája 100 méteres hátúszásban
Ez a lista a 100 méteres hátúszásban elért felnőtt magyar csúcsokat tartalmazza.

## 50 méteres medence

### Férfiak
| A férfi 100 méteres hátúszás magyar csúcsai (50 méteres medence)                           | A férfi 100 méteres hátúszás magyar csúcsai (50 méteres medence) | A férfi 100 méteres hátúszás magyar csúcsai (50 méteres medence) | A férfi 100 méteres hátúszás magyar csúcsai (50 méteres medence) | A férfi 100 méteres hátúszás magyar csúcsai (50 méteres medence) | A férfi 100 méteres hátúszás magyar csúcsai (50 méteres medence) | A férfi 100 méteres hátúszás magyar csúcsai (50 méteres medence) | A férfi 100 méteres hátúszás magyar csúcsai (50 méteres medence) |
| Idő                                                                                        | Név                                                              | Egyesület                                                        | Dátum                                                            | Helyszín                                                         | Esemény                                                          | Megjegyzés                                                       | Forrás                                                           |
| ------------------------------------------------------------------------------------------ | ---------------------------------------------------------------- | ---------------------------------------------------------------- | ---------------------------------------------------------------- | ---------------------------------------------------------------- | ---------------------------------------------------------------- | ---------------------------------------------------------------- | ---------------------------------------------------------------- |
| 1:24,80                                                                                    | Kugler Sándor                                                    | Ferencváros                                                      | 1908. 06. 28.                                                    | Budapest, Magyarország                                           |                                                                  | 33 m-es medence                                                  | [ 1 ]                                                            |
| 1:21,20                                                                                    | Vértesy Kornél                                                   | BAK                                                              | 1910. 05. 29.                                                    | Budapest, Magyarország                                           | A BAK versenye                                                   | 33 m-es medence                                                  | [ 1 ] [ 2 ]                                                      |
| 1:18,80                                                                                    | Baronyi András                                                   | MAC                                                              | 1911. 07. 17.                                                    | Budapest, Magyarország                                           |                                                                  | 33 m-es medence                                                  | [ 1 ]                                                            |
| 1:17,60                                                                                    | Bartha Károly                                                    | NSC                                                              | 1923. 06. 03.                                                    | Budapest, Magyarország                                           |                                                                  | 33 m-es medence                                                  | [ 1 ]                                                            |
| 1:16,20                                                                                    | Bartha Károly                                                    | NSC                                                              | 1923. 06. 17.                                                    | Budapest, Magyarország                                           | Az NSC versenye                                                  | 33 m-es medence                                                  | [ 1 ] [ 3 ]                                                      |
| 1:15,40                                                                                    | Bartha Károly                                                    | NSC                                                              | 1924. 06. 01.                                                    | Budapest, Magyarország                                           | A BEAC verseny                                                   | 33 m-es medence                                                  | [ 1 ] [ 4 ]                                                      |
| 1:14,40                                                                                    | Bárány István                                                    | MOVE Eger                                                        | 1928. 08. 14.                                                    | Székesfehérvár, Magyarország                                     |                                                                  | 50 m-es medence                                                  | [ 1 ] [ 5 ]                                                      |
| 1:12,40                                                                                    | Bárány István                                                    | MOVE Eger                                                        | 1929. 09. 14.                                                    | Bécs, Ausztria                                                   | osztrák-magyar viadal                                            | 33 m-es medence                                                  | [ 1 ] [ 6 ]                                                      |
| 1:12,00                                                                                    | Gombos Elemér                                                    | Ludovika ASE                                                     | 1935. 12. 01.                                                    | Budapest, Magyarország                                           | válogató verseny                                                 | 33 m-es medence                                                  | [ 1 ] [ 7 ]                                                      |
| 1:11,60                                                                                    | Gombos Elemér                                                    | Ludovika ASE                                                     | 1936. 04. 26.                                                    | Budapest, Magyarország                                           |                                                                  | 33 m-es medence                                                  | [ 1 ] [ 8 ]                                                      |
| 1:11,40                                                                                    | Lengyel Árpád                                                    | BEAC                                                             | 1936. 06. 29.                                                    | Budapest, Magyarország                                           | magyar bajnokság                                                 | vegyes váltó, 50 m                                               | [ 1 ] [ 9 ]                                                      |
| 1:10,80                                                                                    | Lengyel Árpád                                                    | BEAC                                                             | 1937. 04. 11.                                                    | Bécs, Ausztria                                                   | nemzetközi verseny                                               |                                                                  | [ 1 ] [ 10 ]                                                     |
| 1:10,20                                                                                    | Lengyel Árpád                                                    | BEAC                                                             | 1937. 05. 02.                                                    | Budapest, Magyarország                                           | A BSZKRT versenye                                                | 33 m-es medence                                                  | [ 1 ] [ 11 ]                                                     |
| 1:10,00                                                                                    | Gyöngyösi László                                                 | Neményi                                                          | 1947. 09. 19.                                                    | Marseille, Franciaország                                         |                                                                  | 50 m-es medence                                                  | [ 1 ] [ 12 ]                                                     |
| 1:09,80                                                                                    | Válent Gyula                                                     | Egri Barátság                                                    | 1948. 05. 02.                                                    | Eger, Magyarország                                               | kerületi verseny                                                 | 50 m-es medence                                                  | [ 1 ] [ 13 ]                                                     |
| 1:09,50                                                                                    | Válent Gyula                                                     | Egri Barátság                                                    | 1948. 05. 09.                                                    | Ózd, Magyarország                                                | Ózd-Eger Viadal                                                  |                                                                  | [ 1 ] [ 14 ]                                                     |
| 1:09,40                                                                                    | Gyöngyösi László                                                 | Bp. Előre                                                        | 1950. 09. 10.                                                    | Budapest, Magyarország                                           | Az épületszerelő SE versenye                                     | 50 m-es medence                                                  | [ 1 ] [ 15 ]                                                     |
| 1:06,90                                                                                    | Gyöngyösi László                                                 | Bp. Előre                                                        | 1951. 05. 06.                                                    | Moszkva, Szovjetunió                                             |                                                                  | 25 m-es medence                                                  | [ 1 ] [ 16 ]                                                     |
| 1:06,50                                                                                    | Magyar László                                                    | Újpesti Dózsa                                                    | 1953. 10. 24.                                                    | Budapest, Magyarország                                           | Bp. Főkapitányság SK versenye                                    | 4 × 100 m vegyes, 33 m                                           | [ 1 ] [ 17 ]                                                     |
| 1:05,70                                                                                    | Magyar László                                                    | Újpesti Dózsa                                                    | 1954. 08. 02.                                                    | Budapest, Magyarország                                           | Főiskolai vb                                                     | első hely                                                        | [ 18 ]                                                           |
| 1:05,30                                                                                    | Magyar László                                                    | Újpesti Dózsa                                                    | 1954. 09. 04.                                                    | Torino, Olaszország                                              | Európa-bajnokság                                                 | második hely                                                     | [ 1 ] [ 19 ]                                                     |
| 1:04,80                                                                                    | Magyar László                                                    | Újpesti Dózsa                                                    | 1955. 12. 02.                                                    | Budapest, Magyarország                                           | magyar bajnokság                                                 | 33 m-es medence                                                  | [ 20 ]                                                           |
| 1:03,90                                                                                    | Magyar László                                                    | Újpesti Dózsa                                                    | 1955. 12. 02.                                                    | Budapest, Magyarország                                           | magyar bajnokság                                                 | újraúszás holtverseny után                                       | [ 1 ] [ 20 ]                                                     |
| 1:04,10                                                                                    | Magyar László                                                    | Újpesti Dózsa                                                    | 1956. 08. 18.                                                    | Budapest, Magyarország                                           | nemzetközi verseny                                               | 1957-től rekord                                                  | [ 1 ] [ 21 ]                                                     |
| 1957. május 1-től csak az 50 méteres medencében elért eredményeket hitelesítik rekordként. |                                                                  |                                                                  |                                                                  |                                                                  |                                                                  |                                                                  |                                                                  |
| 1:03,90                                                                                    | Csikány József                                                   | Ferencváros                                                      | 1960. 06. 04.                                                    | Budapest, Magyarország                                           | a Bp. Spartacus versenye                                         |                                                                  | [ 1 ] [ 22 ]                                                     |
| 1:03,70                                                                                    | Csikány József                                                   | Ferencváros                                                      | 1960. 07. 17.                                                    | Budapest, Magyarország                                           | magyar-brit viadal                                               |                                                                  | [ 1 ] [ 23 ]                                                     |
| 1:02,80                                                                                    | Csikány József                                                   | Ferencváros                                                      | 1962. 07. 08.                                                    | Budapest, Magyarország                                           | magyar-brit viadal                                               | 4 × 100 m vegyes                                                 | [ 1 ] [ 24 ]                                                     |
| 1:02,60                                                                                    | Csikány József                                                   | Ferencváros                                                      | 1963. 08. 11.                                                    | Budapest, Magyarország                                           | magyar-olasz viadal                                              | 4 × 100 m vegyes                                                 | [ 1 ] [ 25 ]                                                     |
| 1:01,80                                                                                    | Csikány József                                                   | Ferencváros                                                      | 1964. 08. 09.                                                    | Budapest, Magyarország                                           | magyar-svéd viadal                                               | 4 × 100 m vegyes                                                 | [ 1 ] [ 26 ]                                                     |
| 1:01,80                                                                                    | Cseh László                                                      | Bp. Építők                                                       | 1968. 08. 13.                                                    | Budapest, Magyarország                                           |                                                                  | csúcsbeállítás                                                   | [ 27 ]                                                           |
| 1:01,20                                                                                    | Cseh László                                                      | Bp. Építők                                                       | 1969. 08. 08.                                                    | Budapest, Magyarország                                           | magyar bajnokság                                                 |                                                                  | [ 27 ] [ 28 ]                                                    |
| 1:01,10                                                                                    | Cseh László                                                      | Bp. Építők                                                       | 1970. 07. 24.                                                    | Budapest, Magyarország                                           | Budapest-bajnokság                                               |                                                                  | [ 27 ] [ 29 ]                                                    |
| 1:00,90                                                                                    | Cseh László                                                      | Bp. Építők                                                       | 1970. 08. 21.                                                    | Budapest, Magyarország                                           | magyar bajnokság                                                 |                                                                  | [ 27 ] [ 30 ]                                                    |
| 1:00,70                                                                                    | Cseh László                                                      | Újpesti Dózsa                                                    | 1971. 07. 03.                                                    | Budapest, Magyarország                                           | Budapest-bajnokság                                               |                                                                  | [ 27 ] [ 31 ]                                                    |
| 059,90                                                                                     | Cseh László                                                      | Újpesti Dózsa                                                    | 1971. 08. 05.                                                    | Budapest, Magyarország                                           | magyar bajnokság                                                 |                                                                  | [ 27 ] [ 32 ]                                                    |
| 059,60                                                                                     | Cseh László                                                      | Újpesti Dózsa                                                    | 1972. 04. 29.                                                    | Budapest, Magyarország                                           | magyar bajnokság                                                 |                                                                  | [ 27 ] [ 33 ]                                                    |
| 059,51                                                                                     | Cseh László                                                      | Újpesti Dózsa                                                    | 1973. 09. 04.                                                    | Belgrád, Jugoszlávia                                             | világbajnokság                                                   | ötödik hely                                                      | [ 34 ]                                                           |
| 058,78                                                                                     | Verrasztó Zoltán                                                 | KSI                                                              | 1974. 08. 21.                                                    | Bécs, Ausztria                                                   | Európa-bajnokság                                                 | harmadik hely                                                    | [ 35 ] [ 36 ]                                                    |
| 058,55                                                                                     | Verrasztó Zoltán                                                 | KSI                                                              | 1976. 03. 18.                                                    | Kecskemét, Magyarország                                          | magyar bajnokság                                                 | elődöntő                                                         | [ 37 ]                                                           |
| 058,50                                                                                     | Verrasztó Zoltán                                                 | KSI                                                              | 1977. 04. 10.                                                    | London, Egyesült Királyság                                       | Coca-Cola verseny                                                |                                                                  | [ 38 ]                                                           |
| 058,49                                                                                     | Verrasztó Zoltán                                                 | KSI                                                              | 1977. 08. 17.                                                    | Jönköping, Svédország                                            | Európa-bajnokság                                                 | selejtező                                                        | [ 39 ]                                                           |
| 058,48                                                                                     | Verrasztó Zoltán                                                 | KSI                                                              | 1977. 08. 18.                                                    | Jönköping, Svédország                                            | Európa-bajnokság                                                 | második hely                                                     | [ 40 ]                                                           |
| 058,44                                                                                     | Wladár Sándor                                                    | KSI                                                              | 1979. 08. 11.                                                    | London, Egyesült Királyság                                       | Európa-kupa                                                      | 4 × 100 m vegyes                                                 | [ 41 ] [ 42 ]                                                    |
| 058,40                                                                                     | Wladár Sándor                                                    | KSI                                                              | 1980. 06. 19.                                                    | Budapest, Magyarország                                           | Budapest-bajnokság                                               | selejtező                                                        | [ 43 ] [ 44 ]                                                    |
| 058,38                                                                                     | Wladár Sándor                                                    | KSI                                                              | 1980. 06. 19.                                                    | Budapest, Magyarország                                           | Budapest-bajnokság                                               | elődöntő                                                         | [ 43 ] [ 44 ]                                                    |
| 058,20                                                                                     | Wladár Sándor                                                    | KSI                                                              | 1980. 06. 26.                                                    | Budapest, Magyarország                                           | magyar bajnokság                                                 | elődöntő                                                         | [ 43 ] [ 45 ]                                                    |
| 057,92                                                                                     | Verrasztó Zoltán                                                 | Bp. Honvéd                                                       | 1980. 07. 20.                                                    | Moszkva, Szovjetunió                                             | olimpiai játékok                                                 | selejtező                                                        | [ 43 ] [ 46 ]                                                    |
| 057,84                                                                                     | Wladár Sándor                                                    | KSI                                                              | 1980. 07. 21.                                                    | Moszkva, Szovjetunió                                             | olimpiai játékok                                                 | ötödik hely                                                      | [ 43 ] [ 47 ]                                                    |
| 057,51                                                                                     | Wladár Sándor                                                    | KSI                                                              | 1980. 07. 24.                                                    | Moszkva, Szovjetunió                                             | olimpiai játékok                                                 | 4 × 100 m vegyes selejtező                                       | [ 43 ] [ 48 ]                                                    |
| 057,30                                                                                     | Wladár Sándor                                                    | KSI                                                              | 1980. 07. 24.                                                    | Moszkva, Szovjetunió                                             | olimpiai játékok                                                 | 4 × 100 m vegyes döntő                                           | [ 43 ] [ 49 ]                                                    |
| 056,72                                                                                     | Wladár Sándor                                                    | Újpesti Dózsa                                                    | 1981. 09. 10.                                                    | Split, Jugoszlávia                                               | Európa-bajnokság                                                 | első hely                                                        | [ 50 ] [ 51 ]                                                    |
| 056,59                                                                                     | Deutsch Tamás                                                    | Bp. Honvéd                                                       | 1991. 08. 24.                                                    | Athén, Görögország                                               | Európa-bajnokság                                                 | ötödik hely                                                      | [ 52 ]                                                           |
| 056,46                                                                                     | Deutsch Tamás                                                    | Bp. Honvéd                                                       | 1991. 08. 25.                                                    | Athén, Görögország                                               | Európa-bajnokság                                                 | 4 × 100 m vegyes döntő                                           | [ 53 ]                                                           |
| 056,18                                                                                     | Deutsch Tamás                                                    | Bp. Honvéd                                                       | 1992. 07. 31.                                                    | Barcelona, Spanyolország                                         | olimpiai játékok                                                 | 4 × 100 m vegyes döntő                                           | [ 54 ]                                                           |
| 055,97                                                                                     | Deutsch Tamás                                                    | Bp. Honvéd                                                       | 1993. 08. 07.                                                    | Sheffield, Egyesült Királyság                                    | Európa-bajnokság                                                 | ötödik hely                                                      | [ 55 ]                                                           |
| 055,82                                                                                     | Deutsch Tamás                                                    | Bp. Honvéd                                                       | 1993. 08. 08.                                                    | Sheffield, Egyesült Királyság                                    | Európa-bajnokság                                                 | 4 × 100 m vegyes döntő                                           | [ 56 ]                                                           |
| 055,69                                                                                     | Deutsch Tamás                                                    | Bp. Honvéd                                                       | 1994. 09. 10.                                                    | Róma, Olaszország                                                | világbajnokság                                                   | harmadik hely                                                    | [ 57 ]                                                           |
| 055,61                                                                                     | Horváth Péter                                                    | Sport+                                                           | 2000. 06. 03.                                                    | Budapest, Magyarország                                           | magyar bajnokság                                                 | elődöntő                                                         | [ 58 ]                                                           |
| 055,53                                                                                     | Horváth Péter                                                    | Sport+                                                           | 2001. 04. 07.                                                    | Budapest, Magyarország                                           | felkészülési verseny                                             | selejtező                                                        | [ 59 ]                                                           |
| 055,05                                                                                     | Horváth Péter                                                    | Sport+                                                           | 2001. 04. 07.                                                    | Budapest, Magyarország                                           | felkészülési verseny                                             | döntő                                                            | [ 59 ]                                                           |
| 054,95                                                                                     | Horváth Péter                                                    | Sport+                                                           | 2002. 07. 29.                                                    | Berlin, Németország                                              | Európa-bajnokság                                                 | elődöntő                                                         | [ 60 ]                                                           |
| 054,95                                                                                     | Cseh László                                                      | Bp. Spartacus                                                    | 2003. 07. 22.                                                    | Barcelona, Spanyolország                                         | világbajnokság                                                   | hetedik hely, csúcsbeállítás                                     | [ 61 ]                                                           |
| 054,80                                                                                     | Cseh László                                                      | Bp. Spartacus                                                    | 2004. 08. 15.                                                    | Athén, Görögország                                               | olimpiai játékok                                                 | selejtező                                                        | [ 62 ]                                                           |
| 054,61                                                                                     | Cseh László                                                      | Bp. Spartacus                                                    | 2004. 08. 16.                                                    | Athén, Görögország                                               | olimpiai játékok                                                 | hatodik hely                                                     | [ 63 ]                                                           |
| 054,52                                                                                     | Cseh László                                                      | Kőbánya SC                                                       | 2005. 07. 25.                                                    | Montréal, Kanada                                                 | világbajnokság                                                   | elődöntő                                                         | [ 64 ]                                                           |
| 054,27                                                                                     | Cseh László                                                      | Kőbánya SC                                                       | 2005. 07. 26.                                                    | Montréal, Kanada                                                 | világbajnokság                                                   | harmadik hely                                                    | [ 65 ]                                                           |
| 054,21                                                                                     | Cseh László                                                      | Kőbánya SC                                                       | 2009. 03. 28.                                                    | Budapest, Magyarország                                           | Budapest-bajnokság                                               |                                                                  | [ 66 ]                                                           |
| 053,88                                                                                     | Cseh László                                                      | Kőbánya SC                                                       | 2009. 06. 28.                                                    | Eger, Magyarország                                               | magyar bajnokság                                                 |                                                                  | [ 67 ]                                                           |
| 053,78                                                                                     | Cseh László                                                      | Kőbánya SC                                                       | 2012. 08. 03.                                                    | London, Egyesült Királyság                                       | olimpiai játékok                                                 | 4 × 100 m vegyes selejtező                                       | [ 68 ]                                                           |
| 053,40                                                                                     | Cseh László                                                      | Kőbánya SC                                                       | 2012. 08. 04.                                                    | London, Egyesült Királyság                                       | olimpiai játékok                                                 | 4 × 100 m vegyes döntő                                           | [ 69 ]                                                           |
| 053,12                                                                                     | Kós Hubert                                                       | Újpesti TE                                                       | 2023. 07. 24.                                                    | Fukuoka, Japán                                                   | világbajnokság                                                   | a selejtezőben                                                   | [ 70 ]                                                           |
| 053,11                                                                                     | Kós Hubert                                                       | Újpesti TE                                                       | 2023. 07. 25.                                                    | Fukuoka, Japán                                                   | világbajnokság                                                   | hetedik hely                                                     | [ 71 ]                                                           |
| 053,08                                                                                     | Kós Hubert                                                       | BVSC                                                             | 2024. 04. 13.                                                    | San Antonio, USA                                                 |                                                                  |                                                                  | [ 72 ]                                                           |
| 052,78                                                                                     | Kós Hubert                                                       | BVSC                                                             | 2024. 07. 28.                                                    | Párizs, Franciaország                                            | olimpiai játékok                                                 | a selejtezőben                                                   | [ 73 ]                                                           |
| 052,24                                                                                     | Kós Hubert                                                       | BVSC                                                             | 2025. 04. 10.                                                    | Kaposvár, Magyarország                                           | magyar bajnokság                                                 |                                                                  | [ 74 ]                                                           |
| 052,21                                                                                     | Kós Hubert                                                       | BVSC                                                             | 2025. 07. 28.                                                    | Szingapúr                                                        | világbajnokság                                                   | az elődöntőben                                                   | [ 75 ]                                                           |
| 052,20                                                                                     | Kós Hubert                                                       | BVSC                                                             | 2025. 07. 29.                                                    | Szingapúr                                                        | világbajnokság                                                   | 4. hely                                                          | [ 76 ]                                                           |

### Nők
| A női 100 méteres hátúszás magyar csúcsai (50 méteres medence)                             | A női 100 méteres hátúszás magyar csúcsai (50 méteres medence) | A női 100 méteres hátúszás magyar csúcsai (50 méteres medence) | A női 100 méteres hátúszás magyar csúcsai (50 méteres medence) | A női 100 méteres hátúszás magyar csúcsai (50 méteres medence) | A női 100 méteres hátúszás magyar csúcsai (50 méteres medence) | A női 100 méteres hátúszás magyar csúcsai (50 méteres medence) | A női 100 méteres hátúszás magyar csúcsai (50 méteres medence) |
| Idő                                                                                        | Név                                                            | Egyesület                                                      | Dátum                                                          | Helyszín                                                       | Esemény                                                        | Megjegyzés                                                     | Forrás                                                         |
| ------------------------------------------------------------------------------------------ | -------------------------------------------------------------- | -------------------------------------------------------------- | -------------------------------------------------------------- | -------------------------------------------------------------- | -------------------------------------------------------------- | -------------------------------------------------------------- | -------------------------------------------------------------- |
| 1:30,00                                                                                    | Kraszner Katalin                                               | MUE                                                            | 1923. 09. 16.                                                  | Budapest, Magyarország                                         | A BEAC versenye                                                |                                                                | [ 1 ] [ 77 ]                                                   |
| 1:36,60                                                                                    | Meleg Ilona                                                    | III. kerület                                                   | 1924. 11. 07.                                                  | Budapest, Magyarország                                         |                                                                |                                                                | [ 1 ] [ 78 ]                                                   |
| 1:35,60                                                                                    | Meleg Ilona                                                    | III. kerület                                                   | 1925. 06. 14.                                                  | Budapest, Magyarország                                         |                                                                |                                                                | [ 1 ] [ 79 ]                                                   |
| 1:34,80                                                                                    | Szőke Katalin                                                  | MUE                                                            | 1927. 09. 03.                                                  | Bologna, Olaszország                                           | Európa-bajnokság                                               | 50 m, a selejtezőben                                           | [ 1 ] [ 80 ]                                                   |
| 1:31,00                                                                                    | Mallász Gitta                                                  | Ferencváros                                                    | 1929. 06. 09.                                                  | Budapest, Magyarország                                         | A MAC versenye                                                 |                                                                | [ 1 ] [ 81 ]                                                   |
| 1:28,80                                                                                    | Mallász Gitta                                                  | Ferencváros                                                    | 1930. 06. 15.                                                  | Budapest, Magyarország                                         | A MAFC versenye                                                | 50 m-es medence                                                | [ 1 ] [ 82 ]                                                   |
| 1:28,60                                                                                    | Győrffy Irén                                                   | egyesületen kívül                                              | 1935. 06. 09.                                                  | Balassagyarmat, Magyarország                                   |                                                                | 33 m-es medence                                                | [ 1 ] [ 83 ]                                                   |
| 1:26,20                                                                                    | Győrffy Irén                                                   | egyesületen kívül                                              | 1935. 07. 06.                                                  | Budapest, Magyarország                                         | az MTK versenye                                                |                                                                | [ 1 ] [ 84 ]                                                   |
| 1:24,80                                                                                    | Győrffy Irén                                                   | BSE                                                            | 1936. 06. 28.                                                  | Budapest, Magyarország                                         | A BEAC versenye                                                |                                                                | [ 1 ] [ 85 ]                                                   |
| 1:24,20                                                                                    | Győrffy Irén                                                   | BSE                                                            | 1936. 12. 08.                                                  | Budapest, Magyarország                                         |                                                                | 33 m-es medence                                                | [ 1 ] [ 86 ]                                                   |
| 1:22,80                                                                                    | Novák Ilona                                                    | MUE                                                            | 1940. 06. 02.                                                  | Ózd, Magyarország                                              |                                                                |                                                                | [ 1 ] [ 87 ]                                                   |
| 1:22,40                                                                                    | Novák Ilona                                                    | MUE                                                            | 1940. 09. 14.                                                  | Split, Jugoszláv Királyság                                     | horvát-magyar viadal                                           |                                                                | [ 1 ] [ 88 ]                                                   |
| 1:20,40                                                                                    | Novák Ilona                                                    | MUE                                                            | 1940. 09. 26.                                                  | Budapest, Magyarország                                         | az FTC versenye                                                | 33 m-es medence                                                | [ 1 ] [ 89 ]                                                   |
| 1:19,90                                                                                    | Novák Ilona                                                    | MUE                                                            | 1941. 08. 25.                                                  | Sanremo, Olaszország                                           | olasz-magyar viadal                                            | 50 m-es medence                                                | [ 1 ] [ 90 ]                                                   |
| 1:19,00                                                                                    | Novák Ilona                                                    | MUE                                                            | 1941. 10. 28.                                                  | Budapest, Magyarország                                         | KISOK verseny                                                  | 33 m-es medence                                                | [ 1 ] [ 91 ]                                                   |
| 1:18,60                                                                                    | Novák Ilona                                                    | MUE                                                            | 1941. 11. 08.                                                  | Bécs, Ausztria                                                 | Bécs-Budapest viadal                                           |                                                                | [ 1 ] [ 92 ]                                                   |
| 1:17,50                                                                                    | Novák Ilona                                                    | MUE                                                            | 1942. 09. 26.                                                  | Milánó, Olaszország                                            | Európai ifjúsági játékok                                       | elődöntő                                                       | [ 1 ]                                                          |
| 1:17,20                                                                                    | Novák Ilona                                                    | MUE                                                            | 1943. 12. 20.                                                  | Budapest, Magyarország                                         | Az UTE versenye                                                | 33 m-es medence                                                | [ 1 ] [ 93 ]                                                   |
| 1:15,80                                                                                    | Novák Ilona                                                    | MMUE                                                           | 1947. 11. 16.                                                  | Budapest, Magyarország                                         |                                                                | 33 m-es medence                                                | [ 1 ] [ 94 ]                                                   |
| 1:15,60                                                                                    | Novák Ilona                                                    | MMUE                                                           | 1948. 03. 15.                                                  | Budapest, Magyarország                                         |                                                                | 33 m-es medence                                                | [ 1 ]                                                          |
| 1:15,00                                                                                    | Novák Ilona                                                    | Bp. Kinizsi                                                    | 1950. 09. 23.                                                  | Budapest, Magyarország                                         |                                                                | 33 m-es medence                                                | [ 1 ]                                                          |
| 1:14,80                                                                                    | Novák Ilona                                                    | Bp. Kinizsi                                                    | 1950. 10. 21.                                                  | Székesfehérvár, Magyarország                                   |                                                                | 25 m, 4 × 100 m vegyes                                         | [ 1 ] [ 95 ]                                                   |
| 1:13,60                                                                                    | Pajor Éva                                                      | Bp. Kinizsi                                                    | 1955. 09. 03.                                                  | Budapest, Magyarország                                         | nemzetközi verseny                                             | 50 m, 4 × 100 m vegyes                                         | [ 1 ] [ 96 ]                                                   |
| 1:13,10                                                                                    | Pajor Éva                                                      | Bp. Kinizsi                                                    | 1956. 06. 19.                                                  | München, NSZK                                                  |                                                                | 25 m-es medence                                                | [ 1 ] [ 97 ]                                                   |
| 1:13,60                                                                                    | Pajor Éva                                                      | Bp. Kinizsi                                                    | 1955. 09. 03.                                                  | Budapest, Magyarország                                         | nemzetközi verseny                                             | 1957 májusától ismét rekord                                    | [ 96 ] [ 98 ]                                                  |
| 1957. május 1-től csak az 50 méteres medencében elért eredményeket hitelesítik rekordként. |                                                                |                                                                |                                                                |                                                                |                                                                |                                                                |                                                                |
| 1:13,00                                                                                    | Boros Katalin                                                  | Újpesti Dózsa                                                  | 1957. 06. 08.                                                  | Budapest, Magyarország                                         |                                                                |                                                                | [ 1 ] [ 99 ]                                                   |
| 1:12,20                                                                                    | Balla Mária                                                    | Ferencváros                                                    | 1962. 08. 05.                                                  | Budapest, Magyarország                                         | csapatbajnokság                                                |                                                                | [ 1 ] [ 100 ]                                                  |
| 1:11,90                                                                                    | Balla Mária                                                    | Ferencváros                                                    | 1963. 07. 21.                                                  | Budapest, Magyarország                                         | ifi Bp bajnokság                                               | versenyen kívül                                                | [ 1 ] [ 101 ]                                                  |
| 1:11,20                                                                                    | Balla Mária                                                    | Ferencváros                                                    | 1963. 08. 04.                                                  | Budapest, Magyarország                                         | Budapest-bajnokság                                             |                                                                | [ 1 ] [ 102 ]                                                  |
| 1:11,00                                                                                    | Pók Edina                                                      | Ferencváros                                                    | 1967. 08. 19.                                                  | Budapest, Magyarország                                         | magyar-NDK U20                                                 |                                                                | [ 27 ] [ 103 ]                                                 |
| 1:09,50                                                                                    | Gyarmati Andrea                                                | BVSC                                                           | 1968. 06. 15.                                                  | Budapest, Magyarország                                         | Hajós-emlékverseny                                             |                                                                | [ 27 ] [ 104 ]                                                 |
| 1:09,10                                                                                    | Gyarmati Andrea                                                | BVSC                                                           | 1968. 10. 23.                                                  | Mexikóváros, Mexikó                                            | olimpiai játékok                                               | ötödik hely                                                    | [ 27 ] [ 105 ]                                                 |
| 1:08,80                                                                                    | Gyarmati Andrea                                                | BVSC                                                           | 1969. 06. 22.                                                  | Budapest, Magyarország                                         | az FTC versenye                                                |                                                                | [ 27 ] [ 106 ]                                                 |
| 1:08,60                                                                                    | Gyarmati Andrea                                                | BVSC                                                           | 1969. 08. 10.                                                  | Budapest, Magyarország                                         | magyar bajnokság                                               | 4 × 100 m vegyes                                               | [ 27 ] [ 107 ]                                                 |
| 1:08,30                                                                                    | Gyarmati Andrea                                                | BVSC                                                           | 1969. 08. 23.                                                  | Budapest, Magyarország                                         | Európa-kupa                                                    | 4 × 100 m vegyes                                               | [ 27 ] [ 108 ]                                                 |
| 1:07,90                                                                                    | Gyarmati Andrea                                                | Ferencváros                                                    | 1970. 04. 03.                                                  | Kecskemét, Magyarország                                        | nemzetközi verseny                                             | Európa-csúcs                                                   | [ 27 ] [ 109 ]                                                 |
| 1:07,90                                                                                    | Gyarmati Andrea                                                | Ferencváros                                                    | 1970. 09. 06.                                                  | Barcelona, Spanyolország                                       | Európa-bajnokság                                               | második hely                                                   | [ 27 ] [ 110 ]                                                 |
| 1:06,60                                                                                    | Gyarmati Andrea                                                | Ferencváros                                                    | 1971. 04. 11.                                                  | Kecskemét, Magyarország                                        | NSZK-magyar-svéd                                               | Európa-csúcs                                                   | [ 27 ] [ 111 ]                                                 |
| 1:06,50                                                                                    | Gyarmati Andrea                                                | Ferencváros                                                    | 1971. 04. 11.                                                  | Kecskemét, Magyarország                                        | NSZK-magyar-svéd                                               | Európa-csúcs, vegyes váltó                                     | [ 27 ] [ 111 ]                                                 |
| 1:06,39                                                                                    | Gyarmati Andrea                                                | Ferencváros                                                    | 1972. 09. 01.                                                  | München, NSZK                                                  | olimpiai játékok                                               | elődöntő, Európa-csúcs                                         | [ 27 ] [ 112 ]                                                 |
| 1:06,26                                                                                    | Gyarmati Andrea                                                | Ferencváros                                                    | 1972. 09. 02.                                                  | München, NSZK                                                  | olimpiai játékok                                               | második hely, Európa-csúcs                                     | [ 27 ] [ 113 ]                                                 |
| 1:05,90                                                                                    | Gyarmati Andrea                                                | Ferencváros                                                    | 1973. 07. 22.                                                  | Budapest, Magyarország                                         | magyar-angol viadal                                            | Európa-csúcs                                                   | [ 114 ] [ 115 ]                                                |
| 1:05,49                                                                                    | Verrasztó Gabriella                                            | KSI                                                            | 1976. 06. 18.                                                  | Budapest, Magyarország                                         | Budapest-bajnokság                                             |                                                                | [ 116 ]                                                        |
| 1:04,73                                                                                    | Verrasztó Gabriella                                            | KSI                                                            | 1978. 07. 28.                                                  | Budapest, Magyarország                                         | magyar bajnokság                                               |                                                                | [ 117 ] [ 118 ]                                                |
| 1:04,63                                                                                    | Fodor Ágnes                                                    | Eger SE                                                        | 1978. 07. 30.                                                  | Firenze, Olaszország                                           | ifjúsági Eb                                                    | második hely                                                   | [ 117 ] [ 119 ]                                                |
| 1:04,48                                                                                    | Fodor Ágnes                                                    | Eger SE                                                        | 1979. 07. 25.                                                  | Budapest, Magyarország                                         | magyar bajnokság                                               |                                                                | [ 42 ] [ 120 ]                                                 |
| 1:04,21                                                                                    | Fodor Ágnes                                                    | Eger SE                                                        | 1979. 08. 11.                                                  | Palma, Spanyolország                                           | Európa-kupa                                                    |                                                                | [ 41 ] [ 42 ]                                                  |
| 1:04,09                                                                                    | Virágh Katalin                                                 | Vasas                                                          | 1984. 08. 21.                                                  | Moszkva, Szovjetunió                                           |                                                                |                                                                | [ 121 ] [ 122 ]                                                |
| 1:03,93                                                                                    | Varga Dóra                                                     | Dunaújvárosi Kohász                                            | 1986. 07. 18.                                                  | Budapest, Magyarország                                         | magyar bajnokság                                               |                                                                | [ 123 ] [ 124 ]                                                |
| 1:03,89                                                                                    | Egerszegi Krisztina                                            | Bp. Spartacus                                                  | 1987. 05. 30.                                                  | Bécs, Ausztria                                                 | nemzetközi verseny                                             |                                                                | [ 125 ] [ 126 ]                                                |
| 1:03,54                                                                                    | Egerszegi Krisztina                                            | Bp. Spartacus                                                  | 1987. 07. 17.                                                  | Budapest, Magyarország                                         | magyar bajnokság                                               |                                                                | [ 125 ] [ 127 ]                                                |
| 1:02,92                                                                                    | Egerszegi Krisztina                                            | Bp. Spartacus                                                  | 1987. 08. 20.                                                  | Strasbourg, Franciaország                                      | Európa-bajnokság                                               | ötödik hely                                                    | [ 125 ]                                                        |
| 1:02,75                                                                                    | Egerszegi Krisztina                                            | Bp. Spartacus                                                  | 1987. 12. 21.                                                  | Orlando, USA                                                   | USA nyílt bajnokság                                            |                                                                | [ 125 ] [ 128 ]                                                |
| 1:02,09                                                                                    | Egerszegi Krisztina                                            | Bp. Spartacus                                                  | 1988. 09. 22.                                                  | Szöul, Dél-Korea                                               | olimpiai játékok                                               | selejtező                                                      | [ 129 ]                                                        |
| 1:01,56                                                                                    | Egerszegi Krisztina                                            | Bp. Spartacus                                                  | 1988. 09. 22.                                                  | Szöul, Dél-Korea                                               | olimpiai játékok                                               | második hely                                                   | [ 129 ] [ 130 ]                                                |
| 1:01,22                                                                                    | Egerszegi Krisztina                                            | Bp. Spartacus                                                  | 1991. 08. 22.                                                  | Athén, Görögország                                             | Európa-bajnokság                                               | előfutam, Eb csúcs                                             | [ 131 ]                                                        |
| 1:00,31                                                                                    | Egerszegi Krisztina                                            | Bp. Spartacus                                                  | 1991. 08. 22.                                                  | Athén, Görögország                                             | Európa-bajnokság                                               | világcsúcs                                                     | [ 131 ]                                                        |
| 1:00,24                                                                                    | Hosszú Katinka                                                 | Vasas                                                          | 2013. 04. 25.                                                  | Dublin, Írország                                               | Ír bajnokság                                                   | selejtező                                                      | [ 132 ]                                                        |
| 059,40                                                                                     | Hosszú Katinka                                                 | Vasas                                                          | 2013. 07. 29.                                                  | Barcelona, Spanyolország                                       | világbajnokság                                                 | selejtező                                                      | [ 133 ]                                                        |
| 059,36                                                                                     | Hosszú Katinka                                                 | Vasas                                                          | 2014. 09. 05.                                                  | Szingapúr                                                      |                                                                |                                                                | [ 134 ]                                                        |
| 058,78                                                                                     | Hosszú Katinka                                                 | Vasas                                                          | 2015. 08. 03.                                                  | Kazany, Oroszország                                            | világbajnokság                                                 | selejtező                                                      | [ 135 ]                                                        |
| 058,45                                                                                     | Hosszú Katinka                                                 | Vasas                                                          | 2016. 08. 08.                                                  | Rio de Janeiro, Brazília                                       | olimpiai játékok                                               | első hely                                                      | [ 136 ]                                                        |

## 25 méteres medence

### Férfiak
| A férfi 100 méteres hátúszás magyar csúcsai (25 méteres medence) | A férfi 100 méteres hátúszás magyar csúcsai (25 méteres medence) | A férfi 100 méteres hátúszás magyar csúcsai (25 méteres medence) | A férfi 100 méteres hátúszás magyar csúcsai (25 méteres medence) | A férfi 100 méteres hátúszás magyar csúcsai (25 méteres medence) | A férfi 100 méteres hátúszás magyar csúcsai (25 méteres medence) | A férfi 100 méteres hátúszás magyar csúcsai (25 méteres medence) | A férfi 100 méteres hátúszás magyar csúcsai (25 méteres medence) |
| Idő                                                              | Név                                                              | Egyesület                                                        | Dátum                                                            | Helyszín                                                         | Esemény                                                          | Megjegyzés                                                       | Forrás                                                           |
| ---------------------------------------------------------------- | ---------------------------------------------------------------- | ---------------------------------------------------------------- | ---------------------------------------------------------------- | ---------------------------------------------------------------- | ---------------------------------------------------------------- | ---------------------------------------------------------------- | ---------------------------------------------------------------- |
| 58,31                                                            | Darnyi Tamás                                                     | Újpesti Dózsa                                                    |                                                                  |                                                                  |                                                                  |                                                                  | [ 137 ]                                                          |
| ?                                                                |                                                                  |                                                                  |                                                                  |                                                                  |                                                                  |                                                                  |                                                                  |
| 52,39                                                            | Cseh László                                                      | Bp. Spartacus                                                    | 2003. 12. 14.                                                    | Dublin, Írország                                                 | Európa-bajnokság                                                 | ötödik hely                                                      |                                                                  |
| 52,09                                                            | Cseh László                                                      | Bp. Spartacus                                                    | 2004. 12. 12.                                                    | Bécs, Ausztria                                                   | Európa-bajnokság                                                 | harmadik hely                                                    | [ 138 ]                                                          |
| 52,04                                                            | Cseh László                                                      | Kőbánya SC                                                       | 2005. 12. 10.                                                    | Trieszt, Olaszország                                             | Európa-bajnokság                                                 | selejtező                                                        | [ 139 ]                                                          |
| 51,72                                                            | Cseh László                                                      | Kőbánya SC                                                       | 2005. 12. 10.                                                    | Trieszt, Olaszország                                             | Európa-bajnokság                                                 | elődöntő                                                         | [ 139 ]                                                          |
| 51,29                                                            | Cseh László                                                      | Kőbánya SC                                                       | 2005. 12. 11.                                                    | Trieszt, Olaszország                                             | Európa-bajnokság                                                 | első hely                                                        | [ 140 ]                                                          |
| 51,22                                                            | Bohus Richárd                                                    | BVSC                                                             | 2018. 11. 10.                                                    | Százhalombatta, Magyarország                                     | rövid pályás ob                                                  | 4 × 100 m vegyes                                                 | [ 141 ]                                                          |
| 51,08                                                            | Bohus Richárd                                                    | BVSC                                                             | 2019. 12. 05.                                                    | Glasgow, Egyesült Királyság                                      | Európa-bajnokság                                                 | selejtező                                                        | [ 142 ]                                                          |
| 50,65                                                            | Bohus Richárd                                                    | BVSC                                                             | 2019. 12. 05.                                                    | Glasgow, Egyesült Királyság                                      | Európa-bajnokság                                                 | elődöntő                                                         | [ 143 ]                                                          |
| 50,58                                                            | Bohus Richárd                                                    | BVSC                                                             | 2019. 12. 14.                                                    | Kaposvár, Magyarország                                           | rövid pályás ob                                                  | 4 × 100 m vegyes                                                 | [ 144 ]                                                          |
| 49,12                                                            | Kós Hubert                                                       | Újpesti TE                                                       | 2024. 12. 10.                                                    | Budapest, Magyarország                                           | világbajnokság                                                   | selejtező                                                        | [ 145 ]                                                          |
| 49,03                                                            | Kós Hubert                                                       | Újpesti TE                                                       | 2024. 12. 10.                                                    | Budapest, Magyarország                                           | világbajnokság                                                   | elődöntő                                                         | [ 146 ]                                                          |
| 48,79                                                            | Kós Hubert                                                       | Újpesti TE                                                       | 2024. 12. 11.                                                    | Budapest, Magyarország                                           | világbajnokság                                                   | döntő                                                            | [ 147 ]                                                          |

### Nők
| A női 100 méteres hátúszás magyar csúcsai (25 méteres medence)                                                                                                   | A női 100 méteres hátúszás magyar csúcsai (25 méteres medence) | A női 100 méteres hátúszás magyar csúcsai (25 méteres medence) | A női 100 méteres hátúszás magyar csúcsai (25 méteres medence) | A női 100 méteres hátúszás magyar csúcsai (25 méteres medence) | A női 100 méteres hátúszás magyar csúcsai (25 méteres medence) | A női 100 méteres hátúszás magyar csúcsai (25 méteres medence) | A női 100 méteres hátúszás magyar csúcsai (25 méteres medence) |
| Idő | Név                                                            | Egyesület                                                      | Dátum                                                          | Helyszín                                                       | Esemény                                                        | Megjegyzés                                                     | Forrás                                                         |
| --- | -------------------------------------------------------------- | -------------------------------------------------------------- | -------------------------------------------------------------- | -------------------------------------------------------------- | -------------------------------------------------------------- | -------------------------------------------------------------- | -------------------------------------------------------------- |
| 1:04,10 | Virágh Katalin                                                 | Vasas                                                          | 1985. 11. 20.                                                  | Budapest, Magyarország                                         | magyar bajnokság                                               |                                                                | [ 137 ] [ 148 ]                                                |
| ? |                                                                |                                                                |                                                                |                                                                |                                                                |                                                                |                                                                |
| 1:00,46 | Szepesi Nikolett                                               | Bp. Spartacus                                                  | 2003. 12. 11.                                                  | Dublin, Írország                                               | Európa-bajnokság                                               | selejtező                                                      | [ 149 ]                                                        |
| 1:00,37 | Szepesi Nikolett                                               | Bp. Spartacus                                                  | 2003. 12. 11.                                                  | Dublin, Írország                                               | Európa-bajnokság                                               | elődöntő                                                       | [ 149 ]                                                        |
| 59,96 | Szepesi Nikolett                                               | Kőbánya SC                                                     | 2006. 11. 12.                                                  | Debrecen, Magyarország                                         | magyar bajnokság                                               |                                                                | [ 150 ]                                                        |
| 59,54 | Szepesi Nikolett                                               | Kőbánya SC                                                     | 2007. 11. 18.                                                  | Debrecen, Magyarország                                         | magyar bajnokság                                               |                                                                | [ 151 ]                                                        |
| 59,51 | Szepesi Nikolett                                               | Kőbánya SC                                                     | 2007. 12. 14.                                                  | Debrecen, Magyarország                                         | Európa-bajnokság                                               | hetedik hely                                                   | [ 152 ]                                                        |
| 58,90 | Szepesi Nikolett                                               | Kőbánya SC                                                     | 2009. 11. 15.                                                  | Százhalombatta, Magyarország                                   | magyar bajnokság                                               | selejtező                                                      | [ 153 ]                                                        |
| 58,86 | Szepesi Nikolett                                               | Kőbánya SC                                                     | 2009. 11. 15.                                                  | Százhalombatta, Magyarország                                   | magyar bajnokság                                               | döntő                                                          | [ 153 ]                                                        |
| 58,78 | Szepesi Nikolett                                               | Kőbánya SC                                                     | 2009. 12. 10.                                                  | Isztambul, Törökország                                         | Európa-bajnokság                                               | selejtező                                                      | [ 154 ]                                                        |
| Szepesi Nikolett visszavonulása utáni visszatérést nem jelentették be hivatalosan. Ezért az ebben az időszakban elért eredményeit, így a rekordjait is törölték. |                                                                |                                                                |                                                                |                                                                |                                                                |                                                                |                                                                |
| 59,01 | Dara Eszter                                                    | Kőbánya SC                                                     | 2009. 11. 15.                                                  | Százhalombatta, Magyarország                                   | magyar bajnokság                                               | utólag rekordnak nyilvánítva                                   |                                                                |
| 58,39 | Hosszú Katinka                                                 | Vasas                                                          | 2012. 12. 22.                                                  | Szentpétervár, Oroszország                                     | Szalnyikov-kupa                                                |                                                                | [ 155 ]                                                        |
| 57,59 | Hosszú Katinka                                                 | Vasas                                                          | 2013. 10. 18.                                                  | Dubaj, Egyesült Arab Emírségek                                 | világkupa                                                      |                                                                | [ 156 ]                                                        |
| 57,49 | Hosszú Katinka                                                 | Vasas                                                          | 2013. 10. 21.                                                  | Doha, Katar                                                    | világkupa                                                      |                                                                | [ 157 ]                                                        |
| 57,04 | Hosszú Katinka                                                 | Vasas                                                          | 2013. 11. 06.                                                  | Szingapúr                                                      | világkupa                                                      |                                                                | [ 158 ]                                                        |
| 55,38 | Hosszú Katinka                                                 | Vasas                                                          | 2014. 08. 28.                                                  | Doha, Katar                                                    | világkupa                                                      | Európa-csúcs, selejtező                                        | [ 159 ]                                                        |
| 55,34 | Hosszú Katinka                                                 | Vasas                                                          | 2014. 09. 30.                                                  | Hongkong, Kína                                                 | világkupa                                                      | Európa-csúcs                                                   | [ 160 ]                                                        |
| 55,03 | Hosszú Katinka                                                 | Vasas                                                          | 2014. 12. 04.                                                  | Doha, Katar                                                    | világbajnokság                                                 | világcsúcs                                                     | [ 161 ]                                                        |